# Ampervreilsee
Der Ampervreilsee (auch Amperfreilsee) liegt im Schweizer Kanton Graubünden in der Gemeinde Vals, der letzten grösseren Ortschaft des Tals. Eingebettet ist der See zwischen dem 2802 m ü. M. hohen Ampervreilhorn und dem Tal des Valserrheins.

## Lage
Der See liegt auf 2376 m ü. M. in einer Mulde nördlich des Ampervreilhorns. Auf ähnlicher Höhe liegt südlich der Guraletschsee, nördlich der Selvasee. Aus dem See fliesst der Ampervreilbach talwärts und mündet in den Valserrhein. Der See ist nur zu Fuss erreichbar.
Die drei Seen sind verbunden durch Wanderwege und können von Zervreila aus oder direkt von Vals aus erreicht werden. Sie sind Teil der Valser 4-Seen-Wanderung, die hoch über dem Valsertal via Selvasee, Ampervreilsee, Guraletschsee und Zervreilasee zurück nach Vals führt.